# Nerdar
Nerdar ist eine Dorfwüstung in der Gemarkung von  Münden, einem westlichen Stadtteil von Lichtenfels im Landkreis Waldeck-Frankenberg in Nordhessen.

## Geographie
Das Dorf befand sich ostnordöstlich von Münden auf 315 m Höhe über NHN am Unterlauf des Orke-Zuflusses Aar westlich unterhalb des Henzenkopfs (405 m). Die Landesstraße L 617 von Münden im Westen nach Dalwigksthal im Osten und die Orke verlaufen etwa 400 m bzw. 600 m südlich der Wüstung.

## Geschichte
Der Ort „Nerdere“ wurde 1247 erstmals urkundlich erwähnt, war Besitz der Abtei Corvey, gehörte zum corveyschen Amt Münden und wurde, nach heftigen Fehden zwischen Corvey und Waldeck, 1298 mit dem gesamten Amt an den Grafen Otto I. von Waldeck verpfändet. Im Jahre 1336 verpfändete Graf Heinrich IV. von Waldeck u. a. das Dorf als Brautschatz seiner Tochter Else (Elisabeth) dem Grafen Johann von Nassau-Hadamar. 1373 hatten die Herren von Ense den halben Zehnten in „Nirdern“ in Besitz. 1473 erhielten die Brüder Johann und Reinhard von Dalwigk von Graf Wolrad I. von Waldeck und dessen Sohn Philipp die Burg und das Amt Lichtenfels mit dem dortigen Freistuhl und der niederen Gerichtsbarkeit zu Lehen, mit den Dörfern Neukirchen, Münden und Immighausen sowie den inzwischen wüst gefallenen Orten Nerder und Rhadern.
Der „Nerderzehnte“ wurde noch im Jahre 1616 in Abrechnungen des Dalwigkschen Guts Kampf erwähnt.